# Cosmopterix madeleinae
Cosmopterix madeleinae es una polilla de la familia Cosmopterigidae. Es conocido de las Islas Galápagos.
Los adultos se han registrado desde finales de enero hasta finales de mayo y en octubre. Probablemente hay más de una generación al año.

## Descripción
Masculino, femenino: envergadura de 4,1 mm. Cabeza: pálido ocre pálido brillante con reflejos verdosos y rojizos, vértice amarillo pálido ocre-amarillo, penacho de cuello marrón bronce brillante con brillo rojizo, forrado lateral y medialmente blanco, cuello marrón bronce brillante; palpos labiales: primer segmento muy corto, blanco, segundo segmento, cuatro quintas partes de la longitud del tercer segmento, marrón oscuro con líneas longitudinales blancas laterales y ventrales, tercer segmento blanco, forrado lateralmente marrón; escapar dorsal marrón oscuro oscuro con líneas anteriores y dorsales blancas, blanco ventralmente amarillento, antena marrón oscuro brillante con una línea blanca de la base a dos quintas partes, cambiando a una línea interrumpida más allá de la mitad, seguido hacia el ápice por una parte anular de diez segmentos, doce marrón oscuro, uno blanco, uno marrón oscuro, dos marrón oscuro, dos marrón oscuro, dos blanco, diez marrón oscuro, tres segmentos blancos y tres marrón oscuro en el ápice.
Tórax y tégulas de color marrón amarillento brillante con brillo rojizo, tórax de línea media blanca, tegulae forrada de color blanco por dentro.
Patas: de color marrón grisáceo oscuro brillante con brillo rojizo, de color blanco fémur amarillento, patas delanteras con una línea blanca en tibia y segmentos tarsianos uno, dos, tres, (sólo la mitad basal) y cinco, tibia con estrías basales oblicuas y medias blancas y anillo apical blanco, segmentos tarsianos ócreos, segmentos uno y dos cada uno con una mancha basal marrón oscuro dorsal y segmento cuatro enteramente ocre-marrón, tibia de la parte posterior como media pata, pero con una vena blanca oblicua subapical adicional, segmentos tarsianos ocreos, segmento uno marrón grisáceo en la base y con una vena grisácea muy oblicua lateral en el exterior, segmentos dos y tres cada uno con una vena grisáceo-marrón muy oblicua en el exterior, segmentos dos y tres cada uno con una mancha basal de color marrón oscuro dorsal, espolones de color blanco brillante.
Alas delanteras de color marrón bronce brillante, la mitad costera del área basal es de color amarillo pálido excepto en la costa y fuertemente estrechándose justo antes de la fascia transversal, cuatro líneas blancas en el área basal, una costera de dos quintas partes a la fascia transversal, una amplia subcostal en el lado costero de la sección amarilla pálida desde la base hasta el final de esta sección, un subdorsal ligeramente oblicuo de dos quintas partes a la mitad, un dorsal estrecho de base a un cuarto, una fascia transversal de color amarillo pálido más allá del centro, estrechándose hacia el dorso, bordeado en el borde interno por un tubérculo metálico dorado muy pálido, fascia oblicua hacia el exterior con reflejos rosáceos, que no llega a la costa y con un parche muy pequeño de escamas negruzcas en el exterior por encima del centro, bordeadas en el borde exterior por una fascia de color similar pero más estrecha, ligeramente oblicua en su interior, de color marrón oscuro en el dorso y dorso, ambas fascias se estrecharon en el centro y, con sus partes más anchas en el dorso, más allá de la fascia exterior, una estrecha mancha amarilla pálida en el dorso y una mancha triangular amarilla pálida en el dorso, más allá de la fascia exterior, una estrecha mancha de color amarillo pálido en la costa y una mancha triangular de color amarillo pálido en el dorso, la fascia exterior bordeada exteriormente por una franja costera blanquecina, una línea apical blanca y ancha desde el centro de la zona apical, cilios marrón bronceado alrededor del ápice, marrón grisáceo hacia el dorso. Alas posteriores de color marrón ocre pálido brillante, cilia de color marrón grisáceo. Parte inferior: color marrón grisáceo brillante, la línea apical blanca visible, marrón grisáceo brillante en la mitad costera, blanco grisáceo en la mitad dorsal.
Abdomen: dorso amarillo pálido brillante, segmentos anillados de color blanco brillante posterior, vientre blanco brillante, penacho anal blanco brillante.